# Parco corallino dell'isola di Chumbe
Il parco corallino dell'isola di Chumbe (Chumbe Island Coral Park) è un'area marina protetta privata, istituita nel 1991 e riconosciuta dal governo nel 1994, che comprende  l'isola di  Chumbe, una piccola isola appartenente all'arcipelago di Zanzibar, e le acque circostanti, note per la loro barriera corallina.
Il parco è in effetti un sistema di aree protette che comprende il  Chumbe Reef Sanctuary e la  Closed Forest Reserve.
L'area è gestita da una organizzazione privata no profit, anch'essa chiamata "Chumbe Island Coral Park", abbreviato in CHICOP. Il CHICOP si occupa della ricerca scientifica nell'area e della gestione di alcune strutture ecoturistiche.

## Territorio
L'isola di Chumbe è una piccola isola di appena 22 ettari, situata 12 chilometri a sud-ovest della città di Stone Town. Sull'isola si trovano due edifici storici, una piccola moschea e un faro, entrambi dell'inizio del XX secolo.

## Fauna
La barriera corallina di Chumbe è una delle meglio conservate della regione, e ospita 370 specie di pesci
e oltre 200 specie di madrepore.

## Riferimenti nella cultura
L'"isola di Lyly", un'isola immaginaria che costituisce una delle principali ambientazioni del romanzo Zanzibar di Giles Foden, è ispirata a Chumbe.